# Matheus Leoni
Matheus Izidorio Leoni (Porto Velho, 20 settembre 1991) è un calciatore brasiliano, difensore svincolato.

## Carriera

### Club
Il 4 luglio 2017 viene acquistato a titolo definitivo dalla squadra bulgara del Beroe.